# Zalivnoi (Penza)
|  | Per a altres significats, vegeu «Zalivnoi». |

Zalivnoi - Заливной (rus) és un poble (possiólok) de l'óblast de Penza (Rússia). El 2010 tenia 11 habitants.